# Роман Висоцький (баскетболіст)
Роман Висоцький (нар. 7 серпня 1932 — пом. 12 лютого 2008, Щецин) — польський баскетболіст, арбітр та баскетбольний тренер, спортивний активіст, багаторічний президент Західнопоморської окружної баскетбольної асоціації та засновник і член Західнопоморської спортивної асоціації.

## Спортивна кар'єра
Свою спортивну кар'єру розпочав у 1946 році граючи у складі команди SKS Spójnia Toruń. З 1952 року, у зв'язку з навчанням у Щецині, Роман почав грати у складі АЗС Щецин, з яким був професійно пов'язаний до 1961 року, граючи три сезони у другій лізі. У 1958–1963 роках його обрали віце-президентом AZS Środowisko. У 1965 році долучився до створення баскетбольної секції MKS Pogoń Szczecin, де працював тренером до 1965 року. У 1968–1973 роках Роман Висоцький працював тренером старшої та молодшої команд MKS Ogniwo .
З 1970 по 1980 рік Романа Висоцького обрали президентом Окружної баскетбольної асоціації в Щецині. Він посприяв організації багатьох престижних міжнародних подій, зокрема матчу Польща-Україна в 1972 році та 1-го Чемпіонату Європи серед кадетів у 1976 році (був секретарем організаційного відділу комітет). З 1985 року і до самої смерті обіймав посаду президента Окружної баскетбольної асоціації в Щецині.
Роман Висоцький помер 12 лютого 2008 року на 76-му році життя. Його поховали на Центральному кладовищі в Щецині, секція 58 С.